# Villamandos
Villamandos est une commune d'Espagne dans la province de León, communauté autonome de Castille-et-León. Elle s'étend sur 16,23 km2 et comptait environ 310 habitants en 2015.